# Malagiella toliara
Espèce
Malagiella toliara est une espèce d'araignées aranéomorphes de la famille des Oonopidae.

## Distribution
Cette espèce est endémique de l'Atsimo-Andrefana à Madagascar,. Elle se rencontre à Andranomite et à Fiherenana entre 75 et 100 m d'altitude.

## Description
Le mâle holotype mesure 1,12 mm et la femelle paratype 1,34 mm.

## Étymologie
Cette espèce est nommée en référence à son lieu de découverte, la province de Toliara.

## Publication originale
- Ubick & Griswold, 2011 : The Malagasy goblin spiders of the new genus Malagiella (Araneae, Oonopidae). Bulletin of the American Museum of Natural History, no 356, p. 1-86 (texte intégral).